# Черепановский
Черепановский — посёлок в Змеиногорском районе Алтайского края России. Входит в состав Черепановского сельсовета.

## География
Посёлок находится в южной части Алтайского края, у южного подножия Колыванского хребта, преимущественно на правом берегу реки Корболиха, на расстоянии примерно 6 километров (по прямой) к северо-востоку от города Змеиногорск, административного центра района. Абсолютная высота — 412 метров над уровнем моря.

Климат умеренный, континентальный. Средняя температура января составляет −15,1 °C, июля — +19,2 °C. Годовое количество атмосферных осадков — 650 мм.

## История
Черепановский был основан в 1726 году. В «Списке населенных мест Российской империи» 1868 года издания населённый пункт упомянут как заводской рудник Черепановский Чарышского участка Бийского округа Томской губернии при речке Корболихе. В населённом пункте имелось 160 дворов и проживало 923 человека (443 мужчины и 480 женщин).

В 1899 году в селении Черепановском, относившемуся к Змеиногорской волости Змеиногорского уезда, имелось 137 дворов (107 крестьянских и 30 некрестьянских) и проживало 412 человек (394 мужчины и 414 женщин). Действовали общественное питейное заведение, лавка, четыре мельницы, два кожевенных и два гончарных завода.
По состоянию на 1911 год деревня Черепановская включала в себя 105 дворов. Население на тот период составляло 829 человек. Действовали два кожевенных завода и школа грамоты.

В 1926 году в селе Черепановка имелось 173 хозяйства и проживало 856 человек (388 мужчин и 468 женщин). Функционировала школа I ступени. В административном отношении Черепановка являлась центром сельсовета Змеиногорского района Рубцовского округа Сибирского края.

## Население
| 1997 | 1998 | 1999 | 2000 | 2001 | 2002 | 2003 |
| ---- | ---- | ---- | ---- | ---- | ---- | ---- |
| 519  | ↗614 | ↘506 | ↗511 | ↘488 | ↘466 | ↘462 |
| 2004 | 2005 | 2006 | 2007 | 2008 | 2009 | 2010 |
| ↗480 | ↘447 | ↘439 | ↘435 | ↘413 | ↘403 | ↘362 |
| 2011 | 2012 | 2013 |      |      |      |      |
| ↘361 | ↗386 | ↘365 |      |      |      |      |

Согласно результатам переписи 2002 года, в национальной структуре населения русские составляли 87 %.

## Инфраструктура
В посёлке функционируют фельдшерско-акушерский пункт (филиал КГБУЗ «Центральная районная больница г. Змеиногорска»), дом досуга и библиотека.

## Улицы
Уличная сеть посёлка состоит из трёх улиц.